# Уилер (округ, Небраска)
Уилер (англ. Wheeler County) — округ в штате Небраска, США. Административный центр округа — город Бартлетт. По данным переписи за 2010 год число жителей округа составляло 818 человек.
Округ был основан в 1877 году, а зарегистрирован в 1881 году. Он был назван в честь своего основателя Даниэля Уилера.

## География
По данным Бюро переписи населения США округ Уилер имеет общую площадь в 1492 квадратных километра, из которых 1489 кв. километра занимает земля и 3 кв. километра — вода. Площадь водных ресурсов округа составляет 0,07 % от всей его площади.

### Транспорт
Через округ проходят:
- US 281 (англ. U.S. Route 281).
- Дорога 70 штата Небраска[англ.].
- Дорога 91 штата Небраска[англ.]

## Население
| Год переписи | Нас. |  | %±     |
| ------------ | ---- |  | ------ |
| 1880         | 644  |  | —      |
| 1890         | 1683 |  | 161,3% |
| 1900         | 1362 |  | −19,1% |
| 1910         | 2292 |  | 68,3%  |
| 1920         | 2531 |  | 10,4%  |
| 1930         | 2335 |  | −7,7%  |
| 1940         | 2170 |  | −7,1%  |
| 1950         | 1526 |  | −29,7% |
| 1960         | 1297 |  | −15%   |
| 1970         | 1051 |  | −19%   |
| 1980         | 1060 |  | 0,9%   |
| 1990         | 948  |  | −10,6% |
| 2000         | 886  |  | −6,5%  |
| 2010         | 818  |  | −7,7%  |
| 2016         | 776  |  | −5,1%  |

В 2010 году на территории округа проживало 818 человек (из них 50,4 % мужчин и 49,6 % женщин), насчитывалось 350 домашнее хозяйство и 237 семей. Расовый состав: белые — 98,3 %, коренные американцы — 0,1 % и представители двух и более рас — 0,9 %.
Население округа по возрастному диапазону по данным переписи 2010 года распределилось следующим образом: 24,6 % — жители младше 18 лет, 1,2 % — между 18 и 21 годами, 55,3 % — от 21 до 65 лет и 18,9 % — в возрасте 65 лет и старше. Средний возраст населения — 46,1 лет. На каждые 100 женщин в Уилере приходилось 101,5 мужчин, при этом на 100 совершеннолетних женщин приходилось уже 101,6 мужчины сопоставимого возраста.
Из 350 домашнего хозяйства 67,7 % представляли собой семьи: 62,0 % совместно проживающих супружеских пар (22,3 % с детьми младше 18 лет); 2,3 % — женщины, проживающие без мужей и 3,4 % — мужчины, проживающие без жён. 32,3 % не имели семьи. В среднем домашнее хозяйство ведут 2,34 человека, а средний размер семьи — 2,87 человека. В одиночестве проживали 27,7 % населения, 12,2 % составляли одинокие пожилые люди (старше 65 лет).

## Экономика
В 2016 году из 696 трудоспособных жителей старше 16 лет имели работу 477 человек. В 2014 году медианный доход на семью оценивался в 57 212 $, на домашнее хозяйство — в 47 452 $. Доход на душу населения — 30 800 $. 1,7 % от всего числа семей в Уилере и 5,1 % от всей численности населения находилось на момент переписи за чертой бедности.